# Crazy Heart
Crazy Heart è un film del 2009 scritto e diretto da Scott Cooper, qui al suo debutto alla regia di un lungometraggio.
Basato sull'omonimo romanzo di Thomas Cobb, il film ha vinto due Premi Oscar nel 2010 come miglior attore protagonista e  miglior canzone originale e due Golden Globe come miglior attore in un film drammatico e migliore canzone originale.

## Trama
Il cantante country alcolizzato Bad Blake vive una crisi privata e pubblica, che lo porterà a ricostruire la propria carriera grazie al supporto e all'amore di una giornalista, Jean Craddock.

## Produzione
Jeff Bridges canta realmente tutte le canzoni del film. Alcune scene con Jeff Bridges, Colin Farrell e Robert Duvall sono state girate durante il concerto del cantante Toby Keith, nel Nuovo Messico.

## Colonna sonora
La colonna sonora del film è stata pubblicata con il titolo Crazy Heart (Original Motion Picture Soundtrack) dalle etichette discografiche New West Records/Fox Music nel 2010, in formato CD e download digitale. Nel 2017 la colonna sonora è stata ristampata in due edizioni in doppio LP, una in vinile nero 180gr, l'altra in vinile dorato.

### Tracce
- Hold On You - Jeff Bridges
- Hello Trouble - Buck Owens
- My Baby's Gone - The Louvin Brothers
- Somebody Else - Jeff Bridges
- I Don't Know - Ryan Bingham
- Fallin' & Flyin' - Jeff Bridges
- I Don't Know - Jeff Bridges
- Once A Gambler - Lightnin' Hopkins
- Are You Sure Hank Done It This Way - Waylon Jennings
- Fallin' & Flyin' - Colin Farrell & Jeff Bridges
- Gone, Gone, Gone - Colin Farrell
- If I Need You - Townes Van Zandt
- Reflecting Light - Sam Phillips
- Live Forever - Robert Duvall
- Brand New Angel - Jeff Bridges
- The Weary Kind - Colin Farrell

## Distribuzione
Il film è stato distribuito negli Stati Uniti dalla Searchlight Pictures a partire dal 16 dicembre 2009.

## Accoglienza
A fronte di un budget di $7,000,000, il film ha incassato $39,464,306 negli Stati Uniti e $7,941,260 a livello internazionale, per un incasso complessivo di $47,405,566.
Roger Ebert del Chicago Sun-Times ha scritto del film: "Abbiamo già visto questa storia. La differenza è che Bad Blake ci fa credere che sia successo a "lui". Questo è recitare.". Claudia Puig di USA Today, ha scritto: "La storia semplice e ordinaria in Crazy Heart su un cantante country sfortunato è sollevata dal ritratto sincero e crudo che Bridges interpreta senza sforzo." Kyle Smith del New York Post ha affermato: "The Wrestler con il bourboun al posto degli steroidi, Crazy Heart è umilmente radioso, una piccola cosa realizzata con grazie.". Nev Pierce di Empire, ha invece descritto il film: "Una performance fenomenale e straziante di Jeff Bridges alimenta questa storia di redenzione semplice ma toccante.".
Sul sito di recensioni Rotten Tomatoes, il film ha ottenuto un punteggio del 90% a fronte di 212 recensioni professionali e un voto medio di 7,40 su 10.

## Riconoscimenti
- 2010 - Premio Oscar
  - Miglior attore protagonista a Jeff Bridges
  - Miglior canzone a Ryan Bingham e T Bone Burnett per The Weary Kind
  - Candidatura per la miglior attrice non protagonista a Maggie Gyllenhaal
- 2010 - Golden Globe
  - Miglior attore in un film drammatico a Jeff Bridges
  - Miglior canzone a Ryan Bingham e T Bone Burnett per The Weary Kind
- 2009 - Los Angeles Film Critics Association Award
  - Miglior attore protagonista a Jeff Bridges
  - Miglior colonna sonora a Ryan Bingham e T Bone Burnett
- 2009 - Satellite Award
  - Miglior canzone a Ryan Bingham e T Bone Burnett per The Weary Kind
  - Candidatura per il miglior attore in un film drammatico a Jeff Bridges
- 2009 - Screen Actors Guild Award
  - Miglior attore protagonista a Jeff Bridges
- 2010 - Critics' Choice Movie Award
  - Miglior attore protagonista a Jeff Bridges
  - Miglior canzone a Ryan Bingham e T Bone Burnett per The Weary Kind
- 2010 - Premio BAFTA
  - Candidatura per il Miglior attore protagonista a Jeff Bridges
  - Candidatura per la Miglior colonna sonora a T Bone Burnett e [Stephen Bruton